# Middelburgeraltaret

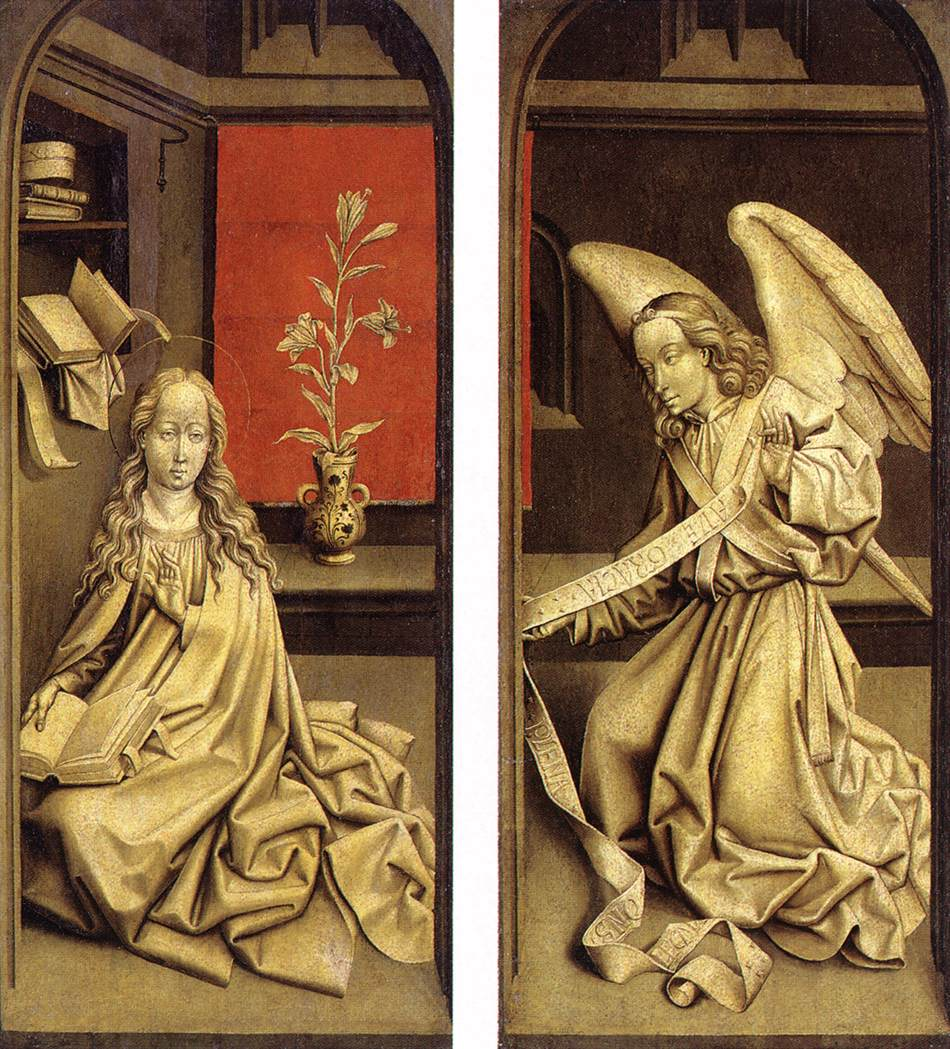
Bebådelsen. Flygeldörrarnas baksida som visas när altarskåpet är stängt.

Middelburgeraltaret eller Bladelinaltaret är en altartavla i olja av den flamländske konstnären Rogier van der Weyden. Den utfördes omkring 1450 och ingår sedan 1834 i samlingarna på Gemäldegalerie i Berlin. 
Altartavlan är formad som en triptyk med en bredare mittpanel (corpus, 89 cm) och två flyglar (40 cm). Flygeldörrarna kan stängas och är målade på båda sidorna. 
I vänstra panelen uppenbarar sig Jungfru Maria och Jesusbarnet för kejsar Augustus som befinner sig i ett samtida nederländskt vardagsrum. Den jordiska världen är allestädes närvarande. Genom det stora öppna fönstret kan blicken vandra ut över ängar och åkrar, och tavlan får ett djup. Kejsaren är omgiven av den tiburtinska sibyllan och tre samtida burgundiska herremän, en av dem är möjligen hertig Filip III av Burgund. I fönstret finns den habsburgska familjens dubbelörn avbildad. I den centrala panelen skildras Jesu födelse och den heliga familjen tillsammans med verkets donator. Stallet i Betlehem har omvandlats till en romansk kapellruin och i bakgrunden syns en stad, en flamländsk fantasi av Betlehem. Ljuset i Josefs hand, vars svaga sken överskuggas av det överjordiska ljuset från det gudomliga barnet, är ett motiv som Rogier hämtat från den heliga Birgittas uppenbarelser. I den högra panelen avbildas konungarnas tillbedjan. 
Man har tolkat verket som en allegori över Kristi världsherravälde. Såväl västliga (Augustus och burgundiska herremän) som östliga (tre vise männen) knäböjer inför honom. Enligt Legenda aurea var det den tiburtinska sibyllan som Augustus tillfrågade om han skulle låta sig dyrkas som gud. Alla dessa symboliska referenser kan tolkas som gryningen för en ny tid som lovar frälsning till mänskligheten. Altarskåpets baksida visar bebådelsen när ärkeängeln Gabriel meddelar Maria att hon skulle föda Kristusbarnet. Den är utförd i grisailleteknik och troligen av en annan okänd konstnär. 
I jämförelse med sina italienska kollegor gav de tidiga nederländska konstnärerna ofta sina religiösa bilder en mer världslig inramning och de ansträngde sig för att återge rum, färger och ljus så naturtroget som möjligt. Altarskåpet beställdes möjligen av Pieter Bladelin(en), skattmästare till Filip III av Burgund och grundare av staden Middelburg, för Sankt Paul och Sankt Petrus kyrkan i samma stad. Uppgiften har dock ifrågasatts, bland mot bakgrund att det bara är en donator avbildad i mittpanelen. Bladelin grundade Middelburg tillsammans med sin hustru och det var brukligt att avbilda båda makarna i dylika donatorsporträtt.    